# La Voie lactée (film, 1940)
Pour les articles homonymes, voir Voie lactée (homonymie).
Pour plus de détails, voir Fiche technique et Distribution.
La Voie lactée (The Milky Way) est un dessin animé réalisé par Rudolf Ising produit en Technicolor et sorti en salles avec le film The Captain is a Lady en 1940 par la MGM. Le court-métrage suit les aventures de « trois petits chatons qui ont perdu leurs mitaines », alors qu'ils explorent un lieu de rêve où l'espace est entièrement constitué de produits laitiers (par exemple, la Voie lactée est faite de lait et la Lune est faite de fromage).

## Récompenses
Le court a remporté l'Oscar du meilleur court métrage d'animation de 1941, une première pour un film non-Disney. D'autres court métrage nommés en 1941 comprenaient Un chasseur sachant chasser par Warner Bros. Cartoons, introduisant Bugs Bunny, et l'autre dessin animé de la MGM Faites chauffer la colle !, avec Jasper & Jinx, le prototype de Tom et Jerry. Il a été inclus en tant que bonus dans la distribution DVD du film des Marx Brothers Chercheurs d'or de 1940.

## Synopsis
Trois chatons privés de lait pour mauvaise conduite vont visiter dans la Voie lactée dans une montgolfière. Une fois dans la Voie lactée, ils trouvent une fontaine de lait. Les chatons commencent à se gaver joyeusement de lait. Cependant, cela se révèle être juste un rêve.

## Distribution home vidéo
- DVD : La Collection Warner Bros. des dessins animés nommés et récompensés aux Oscars